# كويك تايم
كويك تايم (بالإنجليزية: QuickTime)‏ هو مشغل للوسائط المتعددة تم تطويره من قبل شركة أبل قادر على التعامل مع العديد من صيغ ملفات الفيديو الرقمية والصوتية والنصوص والتحريك وعدة أنواع من الصور البانورامية التفاعلية. السمتان الرئيسيتان لكويك تايم هما قدرته على العمل ضمن مجموعة متنوعة من أنظمة تشغيل الحاسوب والسماح بضغط الفيديو، أصدرت أبل الإصدار الأول من كويك تايم في عام 1991.
يتم استخدام كويك تايم لعرض الرسومات والصوت والفيديو والنص والموسيقى، تصفها أبل بأنها مجموعة من الملفات والتطبيقات والمكونات الإضافية، يمكن استخدام كويك تايم كمشغل أفلام وعارض صور ومشغل صوت وأداة واقع افتراضي (VR)، ويمكن أيضًا تنزيله كمكوِّن إضافي لمتصفح الويب (أي برنامج سهل التثبيت)، حيث أن العديد من المتصفحات تتضمنه بالفعل. كويك تايم مدعوم بواسطة تطبيقات مثل Director و HyperCard وباوربوينت و MovieWorks والعديد من تطبيقات إنشاء الوسائط المتعددة الأخرى، واحدة من أهم الميزات التي يجلبها كويك تايم إلى الإنترنت هي تمكينه من دفق الفيديو عبر الشبكات، حيث أنه وبفضل كويك تايم يمكن لخدمات البث المباشر وتلفاز الإنترنت والراديو عرضها مباشرة من خلال متصفح الويب.
أصبحت شبكة الويب العالمية بيئة مرئية بشكل متزايد، ويتم تلبية الحاجة إلى نشر الصور المتحركة وملفات الصوت من خلال برمجيات مثل كويك تايم، وتعد الأفلام والفيديو من مكونات الوسائط المتعددة المتنوعه، ولكن أحجام تلك الملفات منعت استخدامها في المراحل الأولى من الويب، ويسمح كويك بعرض ملفات MPEG و JPEG الخاصة بالصور، ويتم ذلك عن طريق تقليل حجم الملف مع الاحتفاظ بمستوى جودة جيد، حيث يقوم كويك تايم بضغط واسترداد وتغيير تنسيق الصور الثابتة، ويسمح بالقيام بتلك العمليات للأفلام والفيديو، بالإضافة إلى الصور الثابتة، والصوت، يتيح كويك تايم أيضًا أشكالًا من الواقع الإفتراضي (VR)؛ فيمكن استخدامه لإنشاء ممرات افتراضية للمباني أو غيرها من الهياكل ثلاثية الأبعاد.
ظهر مشغل كويك تايم على الحاسوب المكتبي مع أزرار (الإيقاف / التشغيل / الإيقاف المؤقت) وخيارات لإستعراض القنوات التي تقدم محتواها سواء راديو أوتلفزيون عبر كويك تايم، وتم دعم قنوات كويك تايم هذه من قبل العديد من شركات الإعلام والأفلام، بما في ذلك شبكة فوكس وإيه بي سي نيوز و Virgin Radio ووارنر ميديا وديزني وسي إن إن وبي بي سي ورلد. أدى هذا الدعم عبر الوسائط لتطبيق كويك تايم إلى تنشيط حصة أبل في سوق الحوسبة، على الرغم من أن شركة ريل نتووركس هي أيضًا منافس رئيسي في السوق، إلا أن إصدار كويك تايم 4 في عام 1999 وضع شركة أبل بقوة أكبر في سوق الوسائط المتعددة خلال أوائل العقد الأول من القرن الحادي والعشرين حتى توقف كويك تايم VR في عام 2015، ولم تعد أبل تقدم الدعم الفني لكويك تايم لنظام التشغيل ويندوز بعد عام 2016 - كان الإصدار الأخير لنظام ويندوز هو كويك تايم 7، بينما تم إصدار كويك تايم X المعروف أيضًا باسم كويك تايم 10 في عام 2009.

## دعوى قضائية
بين عامي 1994 و 1997، كان كويك تايم موضوع دعوى قضائية، حيث زعمت شركة أبل أن شركتي إنتل ومايكروسوفت، وهما شركتا كمبيوتر منافسان، كانتا تستخدمان شركة San Francisco Canyon Company (وهي مجموعة تعاقد من الباطن استأجرتها أبل لجعل كويك تايم متوافقًا مع نظام التشغيل ويندوز) لسرقة شيفرة المصدر الخاصة بـ كويك تايم، وتمت تسوية النزاع في عام 1997 بعد أن وافقت مايكروسوفت على استثمار 150 مليون دولار في شركة أبل كجزء من تحالف لمدة 5 سنوات بين الشركتين.

## وصلات خارجية
- الموقع الرسمي